# 江成筑後
江成 筑後（えなり ちくご）は室町時代の相模国高座（たかくら）郡の代官。

## 的祭（まとまち）
鎌倉時代を起源とする、相模原市田名に伝わる伝統行事。元は江成家の行事であった。

現在は毎年1月6日、田名地区の行事として、田名八幡宮の境内で行われ、氏子の長男で満2歳から5歳までの袴姿の男児4人が父親の介添えによって、五分九寸五分（約180センチメートル）の大的を弓で射て、その命中率によってその年の農産物の豊凶を占う。

1961年（昭和36年）、相模原市重要無形文化財に指定された。

## 玉縄城の塀修理
田名の百姓は江成の指図により、5年に一度ずつ玉縄城の塀修理を行った。